# Цигански поток—Шомрдски камен
Цигански поток—Шомрдски камен је пешачка стаза планинарско-туристичког карактера у НП Ђердап, која пролази кроз три резервата природе и једну природну предеону целину.
Креће са старог пута Бољетин—Добра, одваја се лево уз Природни резерват Цигански поток, шумским путем који излази на планину Шомрду. Одатле се може до Курматуре, Природни резерват Шомрда, Шомрдског камена или Природни резерват Татарски вис. Шомрда је најсеверније место на коме растебожиковина. На Татарском вису евидентна је повезаност вегетације и геолошке подлоге; над кристалним шкриљцима је шума китњака и граба, а над кречњаком састоји букве. Шомрдски камен (803 м.н.в.) највиша је тачка у НП Ђердап, са погледом на Страковцу, Бољетинску реку и Шомрду (Северни Кучај).
Стаза је класификована као средње тешка, дужине је 12km, просечног нагиба од 20% и планирано време проласка је 4,5 сата.